# Culicoides liubaensis
Culicoides liubaensis är en tvåvingeart som beskrevs av Liu 2005. Culicoides liubaensis ingår i släktet Culicoides och familjen svidknott. Inga underarter finns listade i Catalogue of Life.